# Hoikkajärvi (sjö i Finland, Norra Österbotten, lat 65,43, long 28,55)
Hoikkajärvi är en sjö i Finland. Den ligger i kommunen Taivalkoski i landskapet Norra Österbotten, i den nordöstra delen av landet, 600 km norr om huvudstaden Helsingfors. Hoikkajärvi ligger 258 meter över havet. Arean är 44,3 hektar och strandlinjen är 3,88 kilometer lång. Sjön  ingår i Ijo älvs huvudavrinningsområde. 